# Fetales Valproat-Syndrom
Das Fetale Valproat-Syndrom ist eine sehr seltene, durch Einnahme des  Antiepilepsiemittels Valproinsäure während der Schwangerschaft verursachte Embryopathie. Hauptmerkmale des Fehlbildungssyndromes sind Gesichtsdysmorphie, Entwicklungsverzögerung und angeborene Fehlbildungen.
Synonyme sind: Fetales Valproinsäure-Syndrom; Valproat-Embryopathie; Fetale Valproat-Spektrumstörung
Die Erstbeschreibung stammt aus dem Jahre 1980 durch den US-amerikanischen Pharmakologen N. A. Brown und Mitarbeiter.

## Verbreitung und Ursache
Die Häufigkeit ist nicht bekannt, sie soll bei etwa 10 % der betroffenen Schwangerschaften auftreten. Das Risiko eines Neuralrohrdefektes ist bei Anwendung von Valproinsäure etwa 10–20-fach erhöht, das von Herzfehlern, Entwicklungsverzögerungen und Autismus etwa 4–5-fach höher.
Bei einer Exposition während des ersten Schwangerschaftsdrittels und bei höherer Dosierung (mehr als 600 mg pro Tag) ist das Risiko erhöht.

## Klinische Erscheinungen
Klinische Kriterien sind:
- Wachstumsrückstand (10 %)
- geistige Behinderung, Aufmerksamkeitsstörung, Lernbehinderung oder Autismus-artige Veränderungen
- Gesichtsauffälligkeiten wie hohe, schmale Stirn, Hypoplasie des Mittelgesichts, eingesunkene Nasenwurzel, Epikanthus, Ohrmuschelveränderungen, kleines Kinn, Mikrostomie, lange Oberlippe, dicke Unterlippe, nach unten gebogene Mundwinkel, Oberlidfalte
- Kraniosynostose
- Tracheomalazie
- Kryptorchismus, Hypospadie
- Klumpfuß
- Ventrikelseptumdefekt
- Spina bifida (1–2 %)

Selten können weitere Fehlbildungen hinzukommen wie Duodenalatresie, Polydaktylie oder Fehlbildungsskoliose.

## Diagnose
Die Diagnose ist bereits vorgeburtlich durch Feinultraschall möglich, nach der Geburt ergibt sie sich aus den typischen klinischen Befunden und der Anamnese.

## Differentialdiagnostik
Abzugrenzen sind andere durch antiepileptische Medikamente (AED) verursachte Embryofetopathien wie Dihydantoin-Embryopathie, das Fetale Alkoholsyndrom und das C-Syndrom.